# Källa nya kyrka
Källa kyrka är en kyrkobyggnad i Källa i Borgholms kommun. Den är församlingskyrka i Nordölands församling i Växjö stift. 

## Kyrkobyggnaden
1800-talet var den stora ombyggnads- eller nybyggnadsperioden av Ölands kyrkor. I mitten av 1800-talet väcktes frågan vad som skulle ske angående Källa gamla kyrka. Kyrkan var i ett bristfälligt skick. Sprickor hade uppstått i murar och valv. Frågan var om den skulle renoveras, byggas om man skulle bygga en helt ny kyrka. För det fall en ny kyrka skulle uppföras, var även platsen en fråga. Skulle den ligga på den befintliga platsen vid hamnen, eller skulle kyrkan placeras längre inåt landet där bebyggelsen låg. Diskussionerna pågick under decennier innan man 1882 enades om att bygga en helt ny kyrka i Vi by. Ett par ritningsförslag presenterades. Det slutliga förslaget gjordes upp av Johan Ackzell och Ludwig Peterson. Förslaget visade en kyrka i nygotik och 1886 lades grunden till den nya kyrkan. 1888 stod kyrkan klar och den invigdes den Första advent samma år. En stor del av gamla kyrkans inventarier hade förts över till den nya kyrkan innan den övergavs.
Kyrkan är uppförd i kalksten  med tegel i friser, taklister och omfattningar. Den består av ett långhus med spetsbågiga fönster som övergår i ett kor med en bakomliggande femsidig sakristia orienterad i väster. I öster är tornet med sina spetsbågegavlar beläget. Tornbyggnaden avslutas av en hög spira krönt av ett ringkors. I tornet som är försett med dubbla ljudöppningar hänger en storklocka och en lillklocka gjutna 1888 och 1889 av Johan A. Beckman & Co, Stockholm. Ingångar finns på samtliga sidor av kyrkobyggnaden. Huvudingången är belägen i tornet.
Interiören är präglad av nygotiken med synliga takstolar. Trätaket är brutet i tre plan. Över korbågen står skrivet: HELIG, HELIG, HELIG ÄR HERREN ZEBAOTH. Kyrkorummet domineras av en stor målning i koret utförd 1975 av konstnären Lars Welton. Den har som motiv olika händelser i Jesu liv med Korsfästelsen och gravläggningen som centrala tema. Innan denna förändringen hade en skärmvägg skilt koret från sakristian. Altarprydnaden utgjordes av ett medeltida altarskåp.
År 2000 tillkom "Lillkyrkan" belägen under orgelläktaren. En vägg till större delen i glas avskiljer det mindre rummet från det stora kyrkorummet. Altare med tillhörande  altarbrun har anskaffats tillsammans med en textilvävnad samt två kristallkronor.

## Inventarier[1]
- Altaret med stenskiva anskaffades 1992. Det tidigare används som dopaltare.
- Altarring  av trä, halvcirkelformad.
- Altarskåpet är ett arbete daterat till 1400-talet med Jungfru Maria och barnet flankerad av Sankt Olof och Maria Magdalena. Skåpet är sammansatt delar från två olika skåp.  Själva skåpet  och skulpturerna av Sankt Olof och Maria Magdalena är troligen utförda i Kalmar 1460-1470. Madonnabilden  i mitten är ett arbetet av  Johannes Stenrat  i Lübecks skola från omkring 1480.
- Silverkors till altaret utfört av silversmeden Olle Hvenmark, Källahamn 1986.
- Dopfunt av röd polerad kalksten  ornerad med blommor .Skänkt 1668 av  Måns Andersson med hustru i Vi.
- Ett processionskrucifix från mitten av 1400-talet.
- Primklocka  daterad till 1300-talet.
- Processionskrucifix tillverkat 1975. Gåva till kyrkan 1984 av kyrkoherde Thore Stålberg med maka Marta.
- Predikstol från 1600-talet, troligen tillverkad av en själländsk snickare, medan baldakinen är utförd 1727 av Johan Hernell. Predikstolens korg är sexsidig .Korgens fält som omges av röda   pilastrar  är dekorerad med  blomknippen.
- En bänk från gamla kyrkan som har sin plats i koret kallad biskopsbänken som inköptes 1654 inför en biskopsvisitation.
- Öppen bänkinredning.
- Orgelläktare med  målade bibelord.
- Ljusbärare tillverkades av Stanley Nilsson, Långerum, som tillsammans med sin maka Inger skänkt den till kyrkan 1995.
- Votivskepp med namnet "Hoiana" är en gåva av bonden Olof Peter Nilsson, Högenäs 1868.

## Bildgalleri

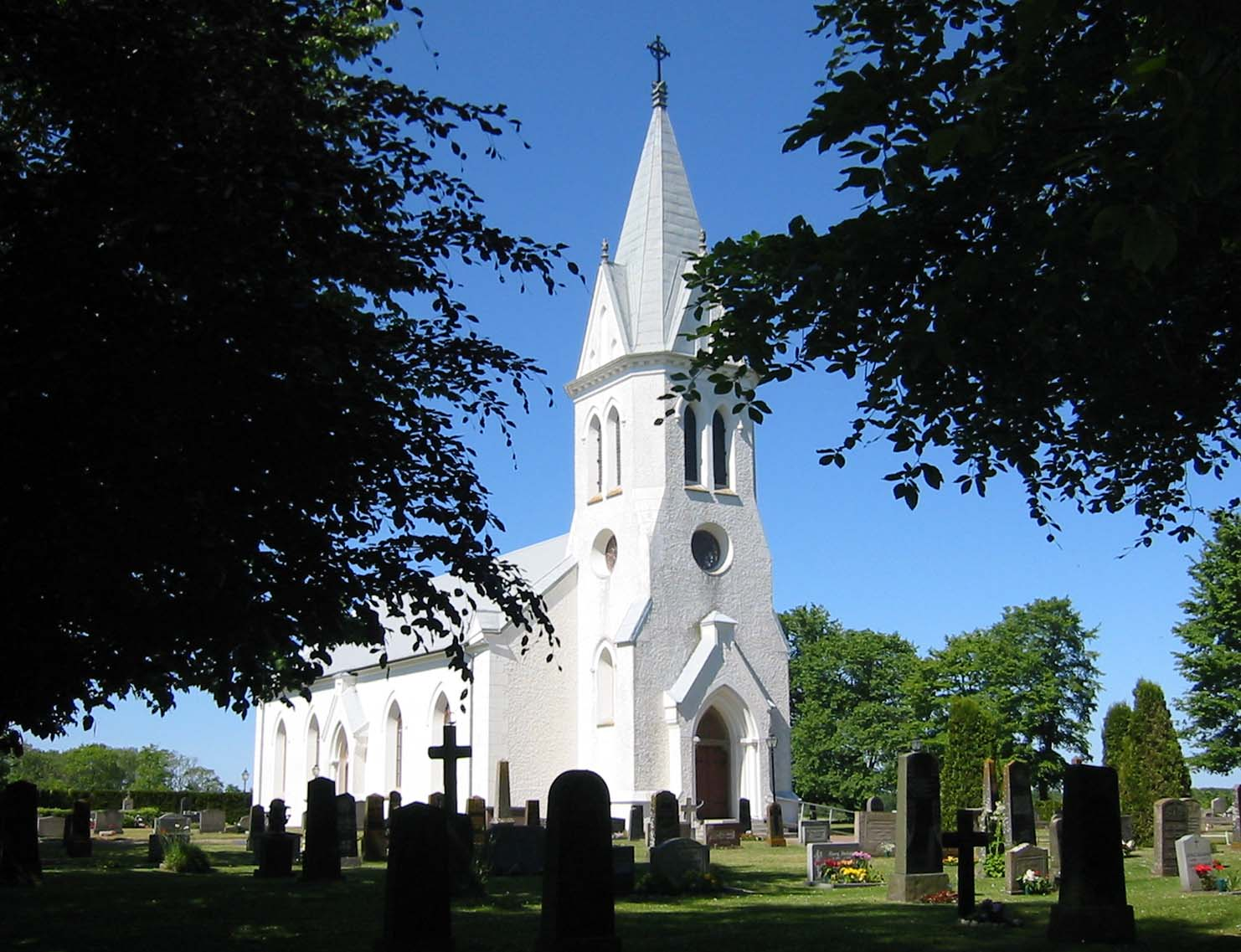
Kyrkan från sydväst
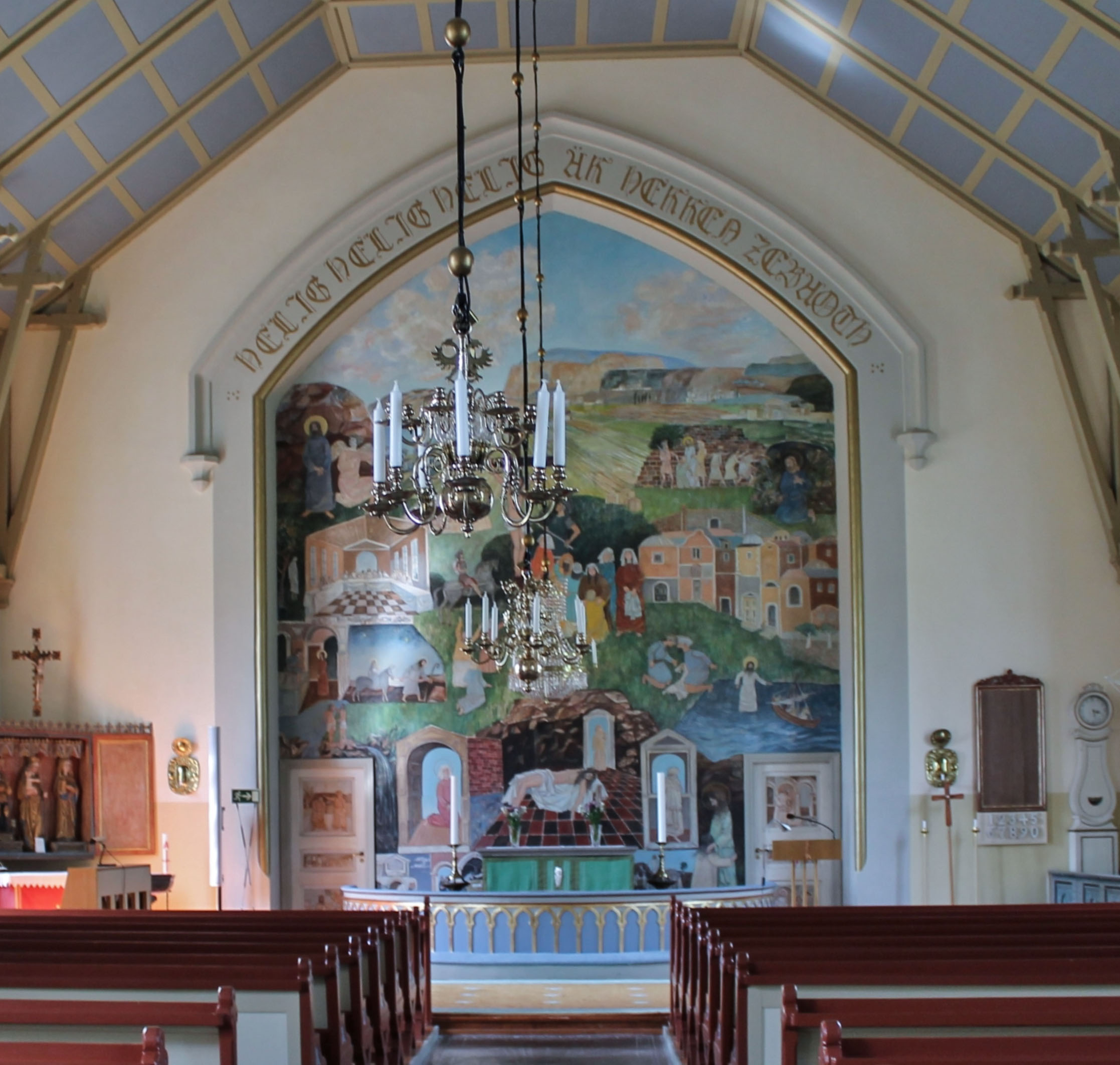
Koret
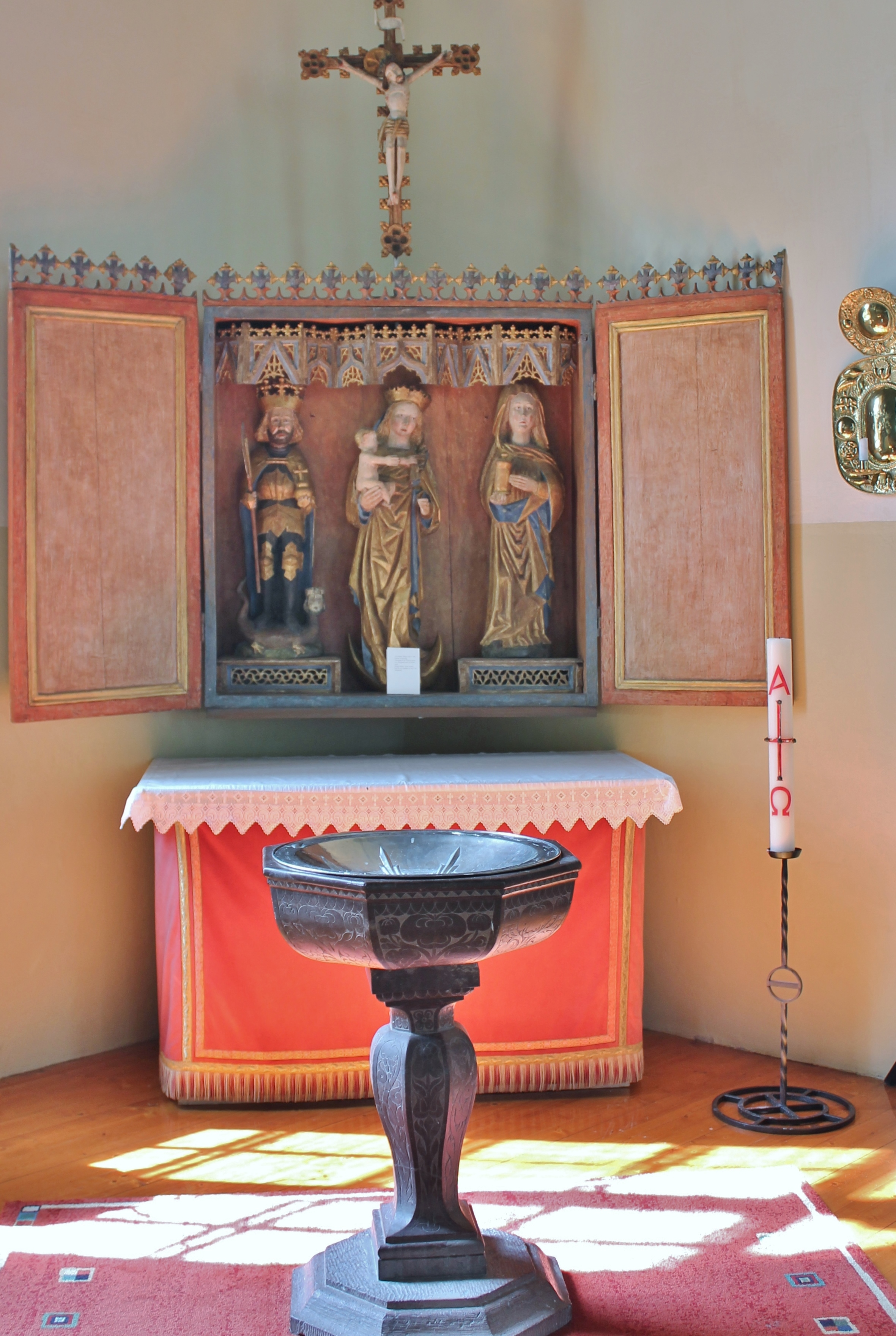
Dopfunten och det medeltida altarskåpet
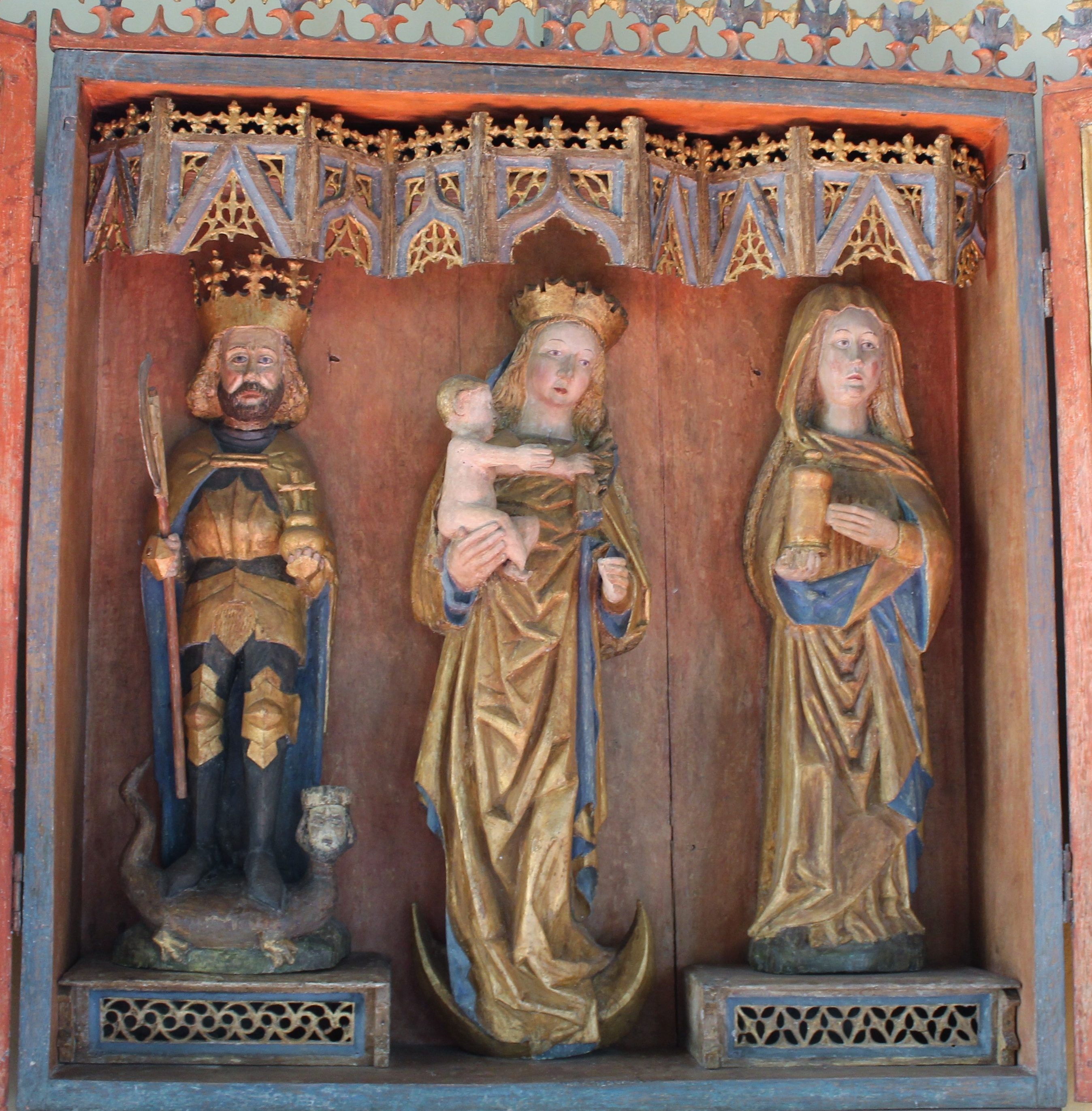
Sankt Olof,Jungfru Maria och Maria Magdalena
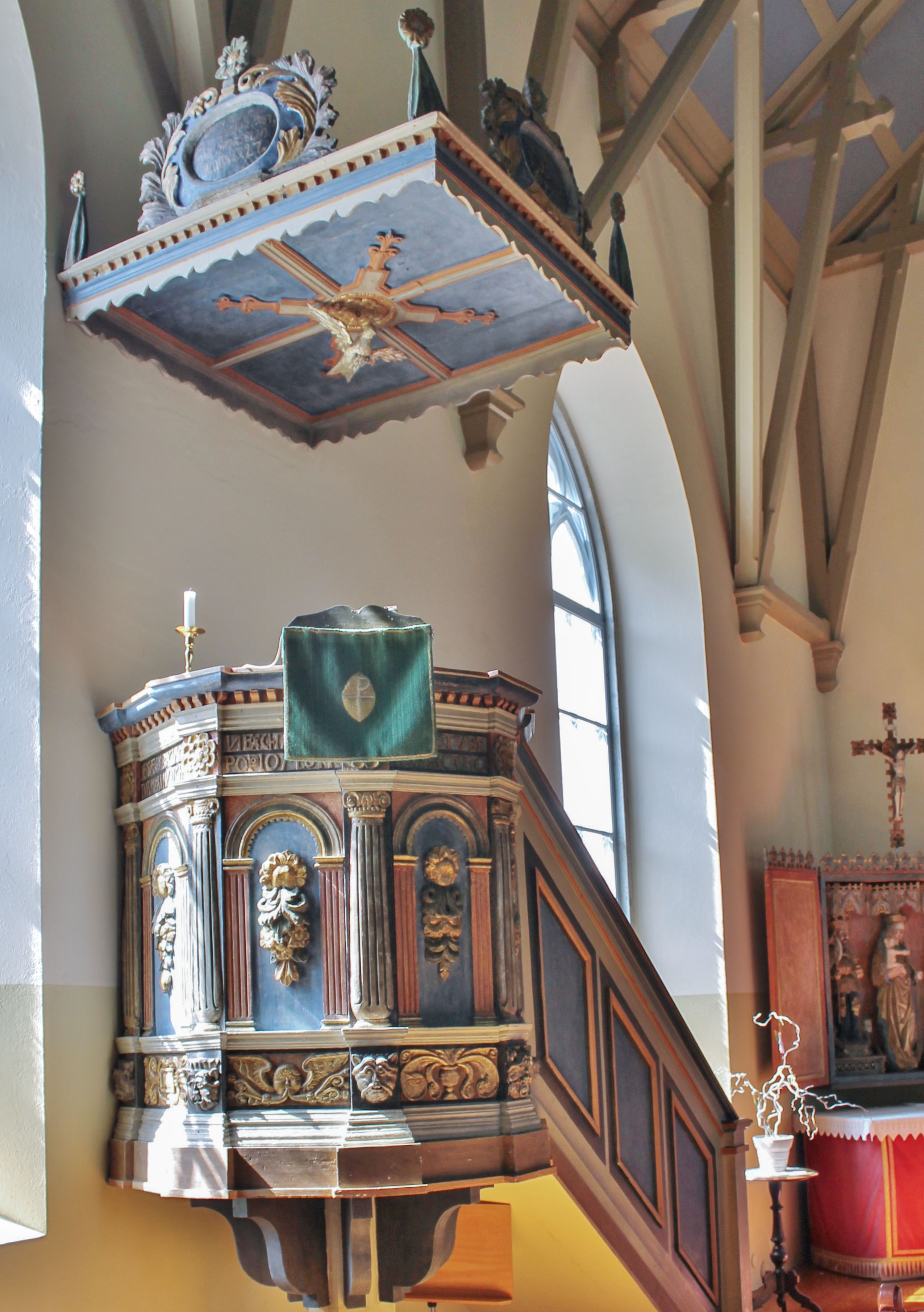
Predikstolen
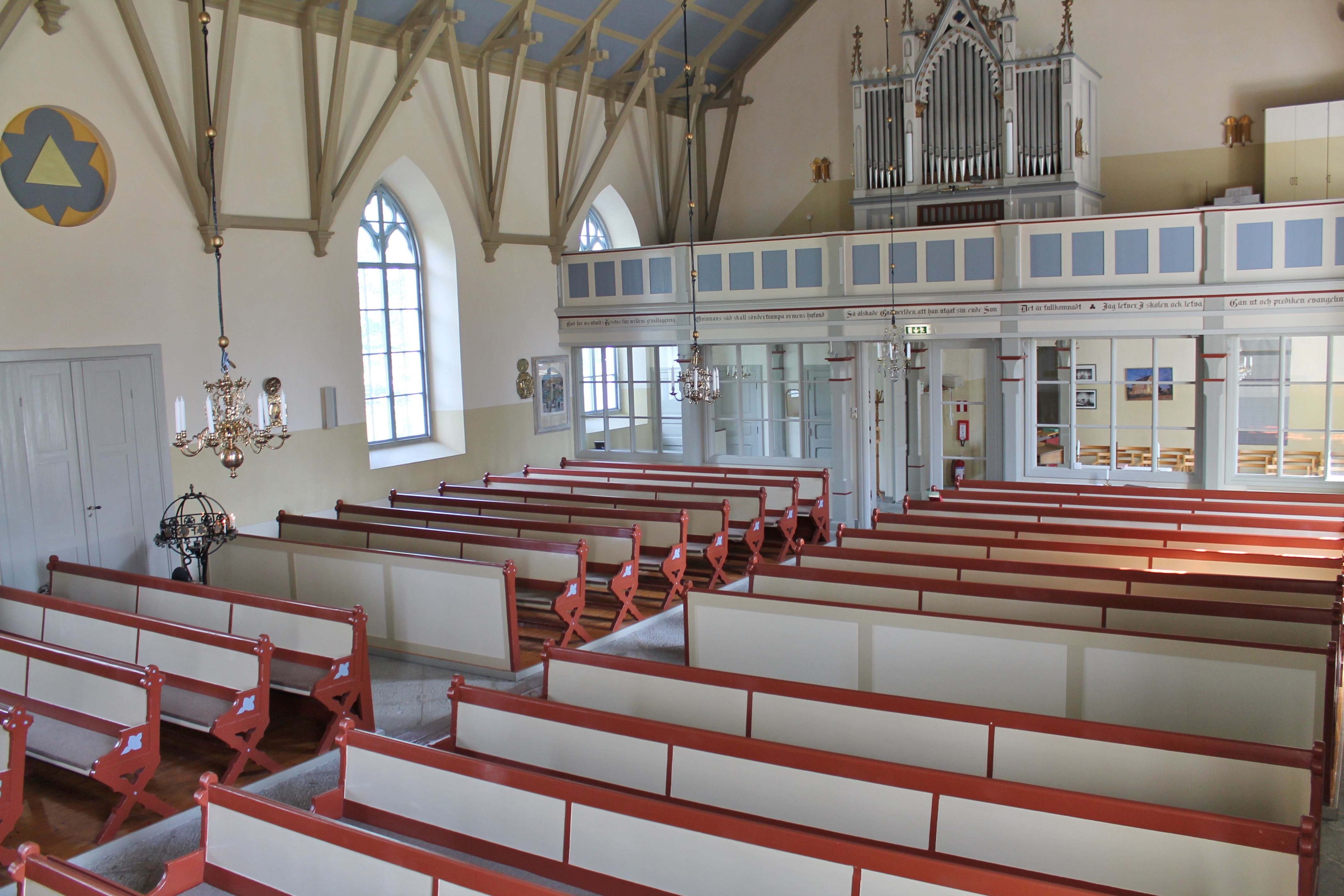
Interiör
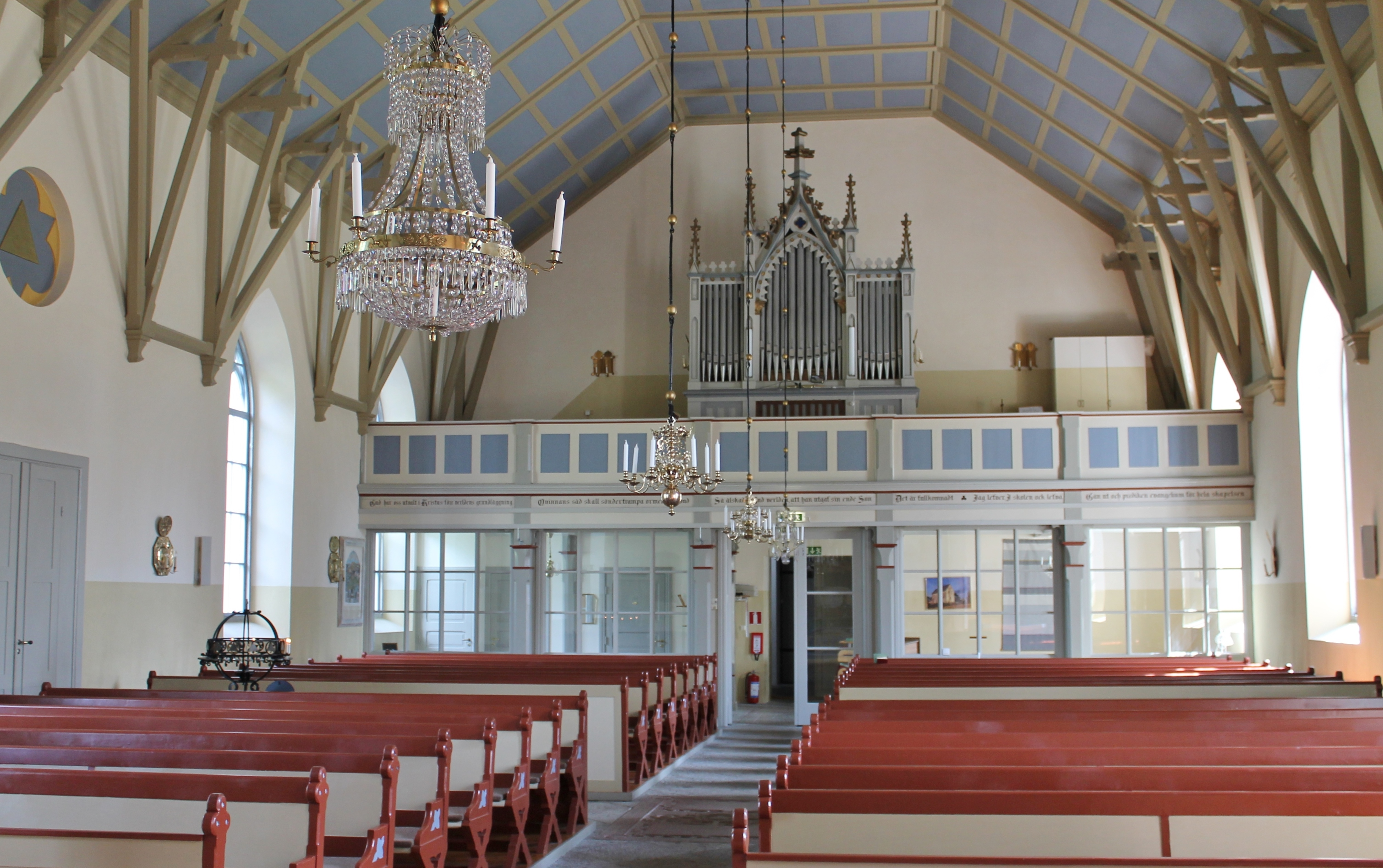
Kyrkorummet med orgelläktaren
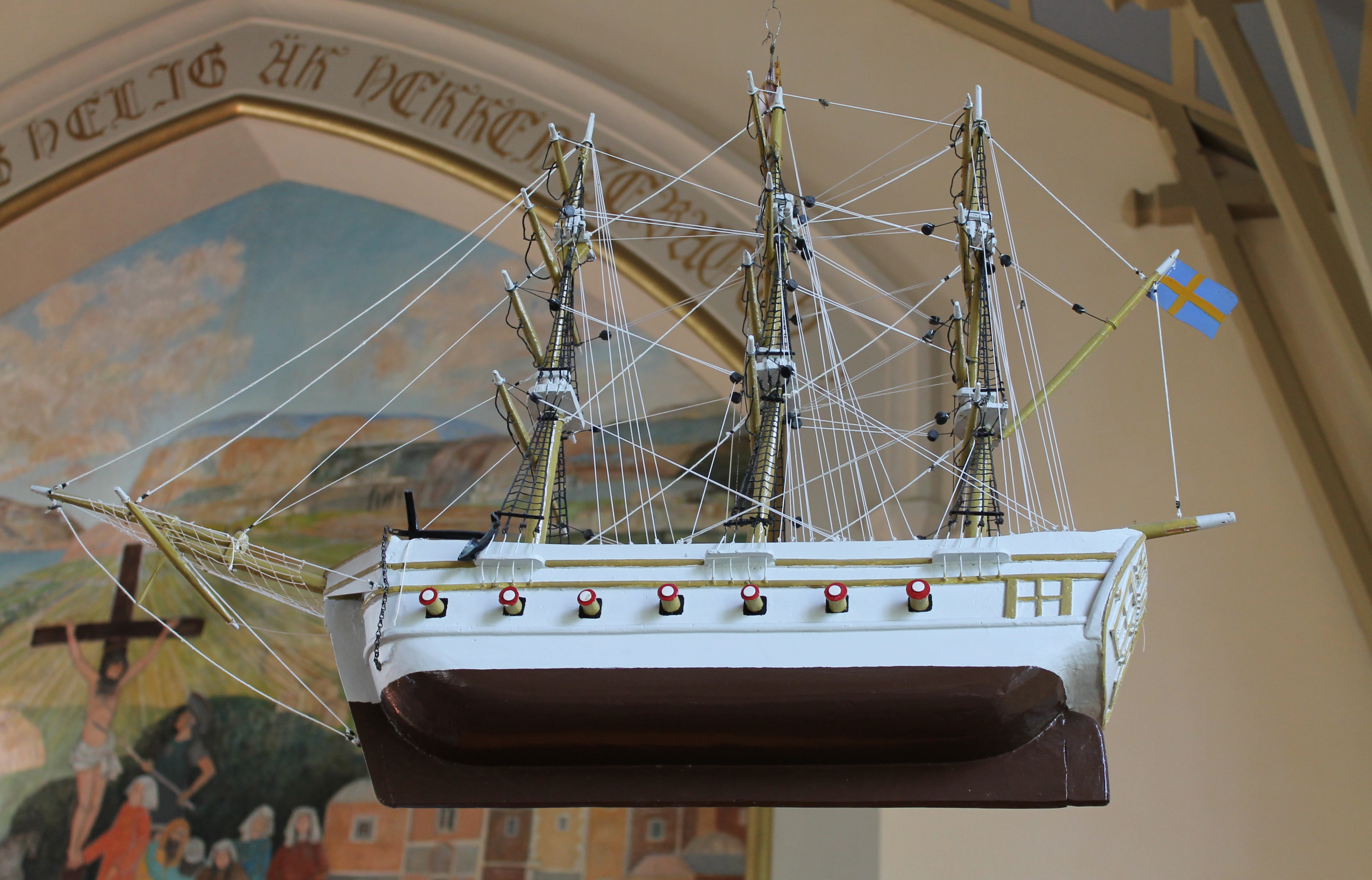
Votivskeppet "Hoiana "
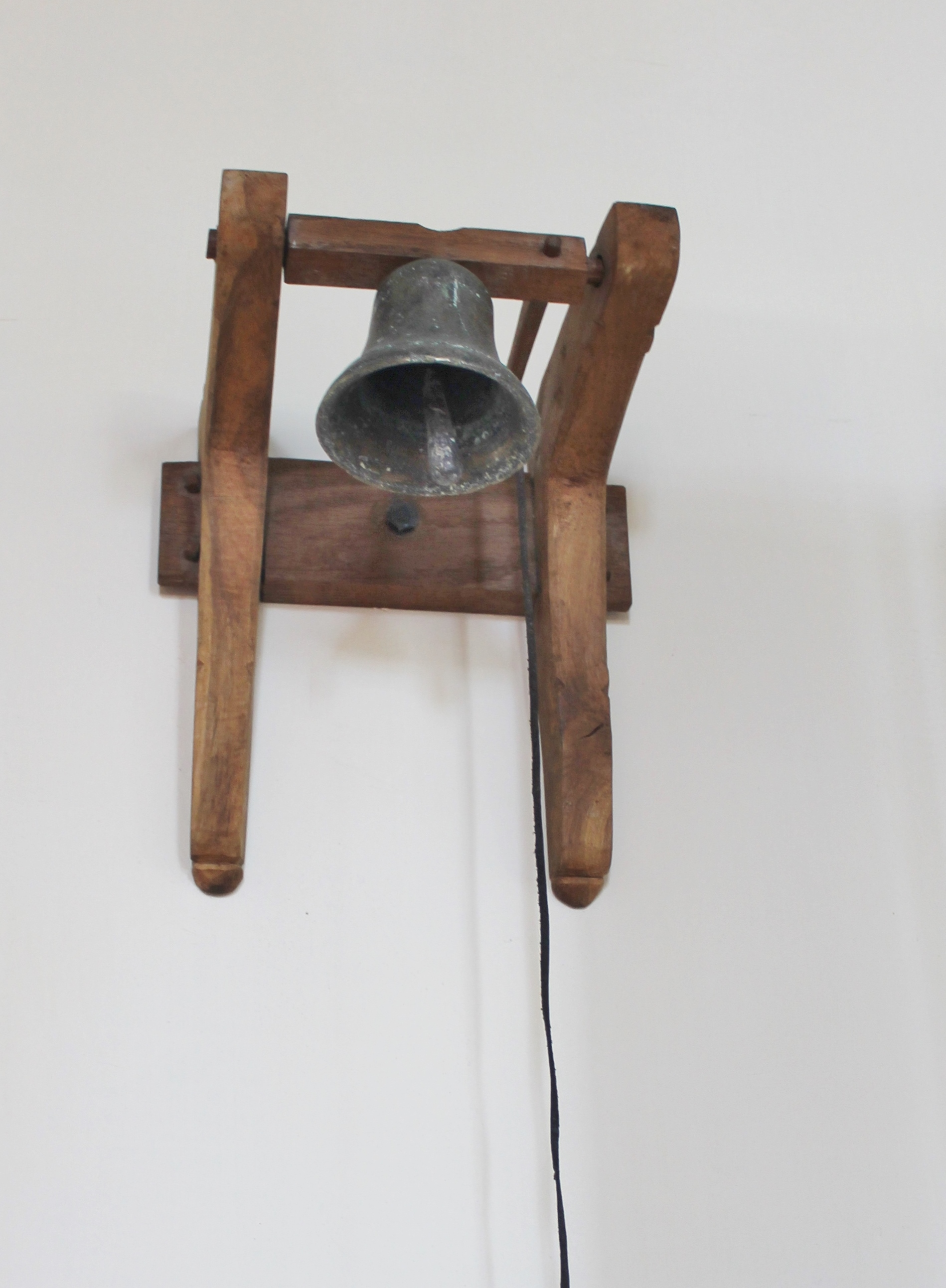
Primklocka 1300-talet

## Orgeln[1]

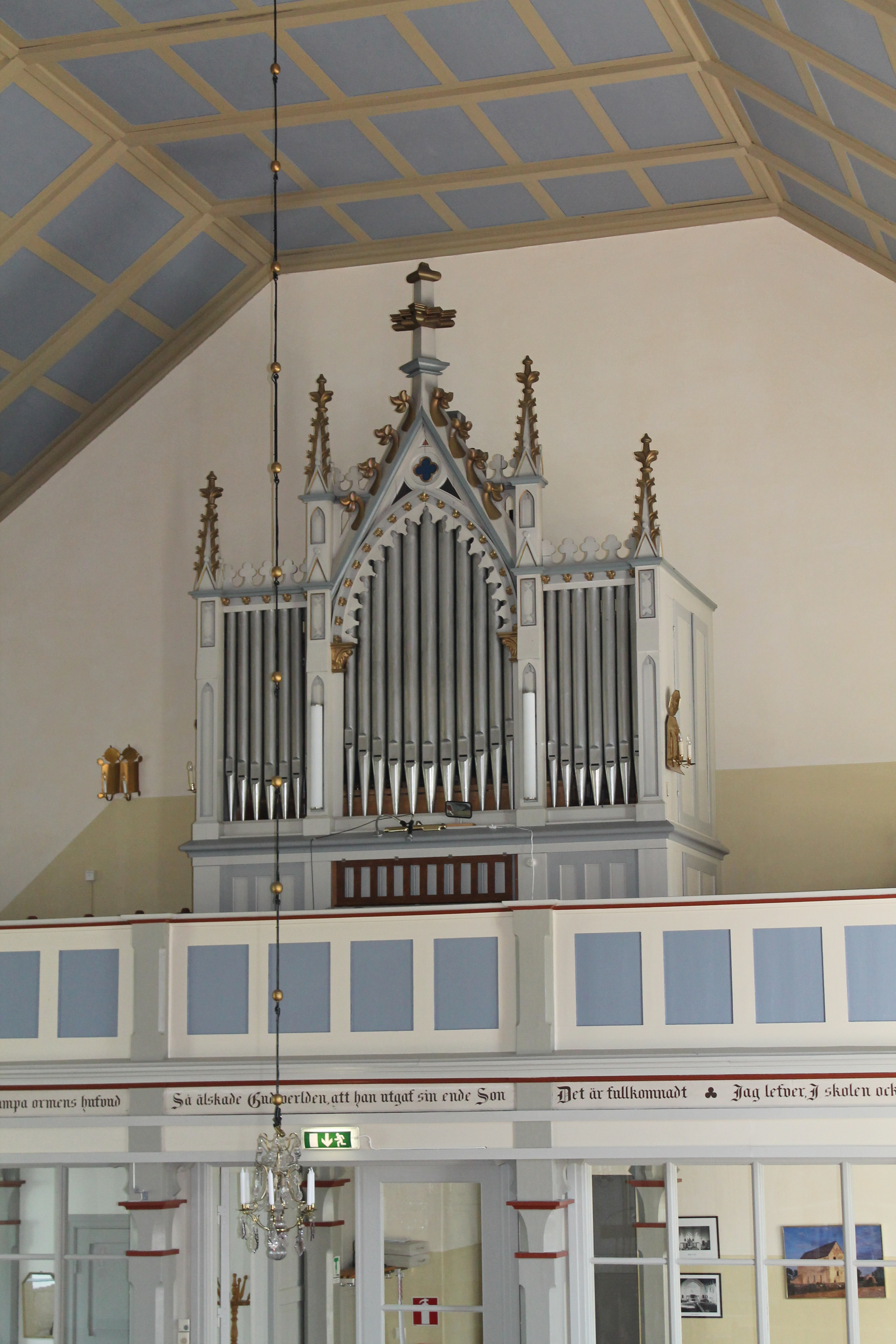
Orgeln med Ludwig Petersons gotiska fasad

- 1892 uppförde Carl Elfström, Ljungby, en helmekanisk orgel med åtta stämmor. Den nygotiska fasaden från samma år ritades av Ludwig Peterson.

- 1970-71 omändrades orgeln.

Nuvarande disposition:
| Manual        | Pedal      | Koppel      |
| Gedakt 8’     | Subbas 16’ | Pedalkoppel |
| Fugara 8’     |            |             |
| Principal 4’  |            |             |
| Gemshorn 4’   |            |             |
| Blockflöjt 2’ |            |             |
| Kvinta 1 ⅓’   |            |             |
| Mixtur 3 chor |            |             |